# Jesus, du för mig vandrat korsets stig
Jesus, du för mig vandrat korsets stig är en sång med text från 1906 av Jennie Bain Wilson och musik av Thoro Harris.

## Publicerad i
- Frälsningsarméns sångbok 1968 som nr 175 under rubriken "Helgelse".
- Frälsningsarméns sångbok 1990 som nr 422 under rubriken "Helgelse".